# Природни конзерваторијум и станиште лептира „Ки Вест“
Природни конзерваторијум и станиште лептира „Ки Вест“, смештен у граду Ки Вест, у држави Флорида у Сједињеним Америчким Државама, станиште је лептира у коме се налази од 50 до 60 различитих врста живих лептира из целог света, који живе у климатизованом, стакленом станишту.
Конзерваторијум укључује цветне биљке, каскадне водопаде и дрвеће. Постоји и неколико врста птица које слободно лете над пријатељским лептирима, попут америчког фламинга, канаринаца са црвеним фактором, зеба или кинески осликаних препелица. 
Представља јединствен центар у коме “осећате како стрес нестаје док корачате кроз башту лептира“. Шетња кроз магични, шарени тропски врт испуњен стотинама разнобојних дневних и ноћних лептира. Простор испуњен каскадним водопадима, специјално бираним биљкама, одређеним врстима птица условљава присуство лептира из целог свега, у конктолисаним стакленичким условима.
У центру се може учити о анатомији, морфологији, физиологији лептира, посматрање преображаја гусеница у лептрире, уживање у живим примерцима, фотографисању,  учење из збирки, као и невероватан асортиман теметских поклона. Сматра се одличним местом за индивидуалне, стручне или породичне посете.